# Zelotes fagei
Zelotes fagei este o specie de păianjeni din genul Zelotes, familia Gnaphosidae, descrisă de Denis, 1955. Conform Catalogue of Life specia Zelotes fagei nu are subspecii cunoscute.